# Scholastic
Scholastic (eller Scholastic Inc.) är ett globalt bokförlag känd för att publicera utbildningsmaterial för skolor, lärare och föräldrar. De säljer distribuerar dem via postorder och via bokklubbar och bokhandlar. Det har också de exklusiva amerikanska förlagsrättigheterna till Harry Potter-böckerna. . Scholastic Inc. är världens största förläggare och distributör av barnböcker